# Plechovka

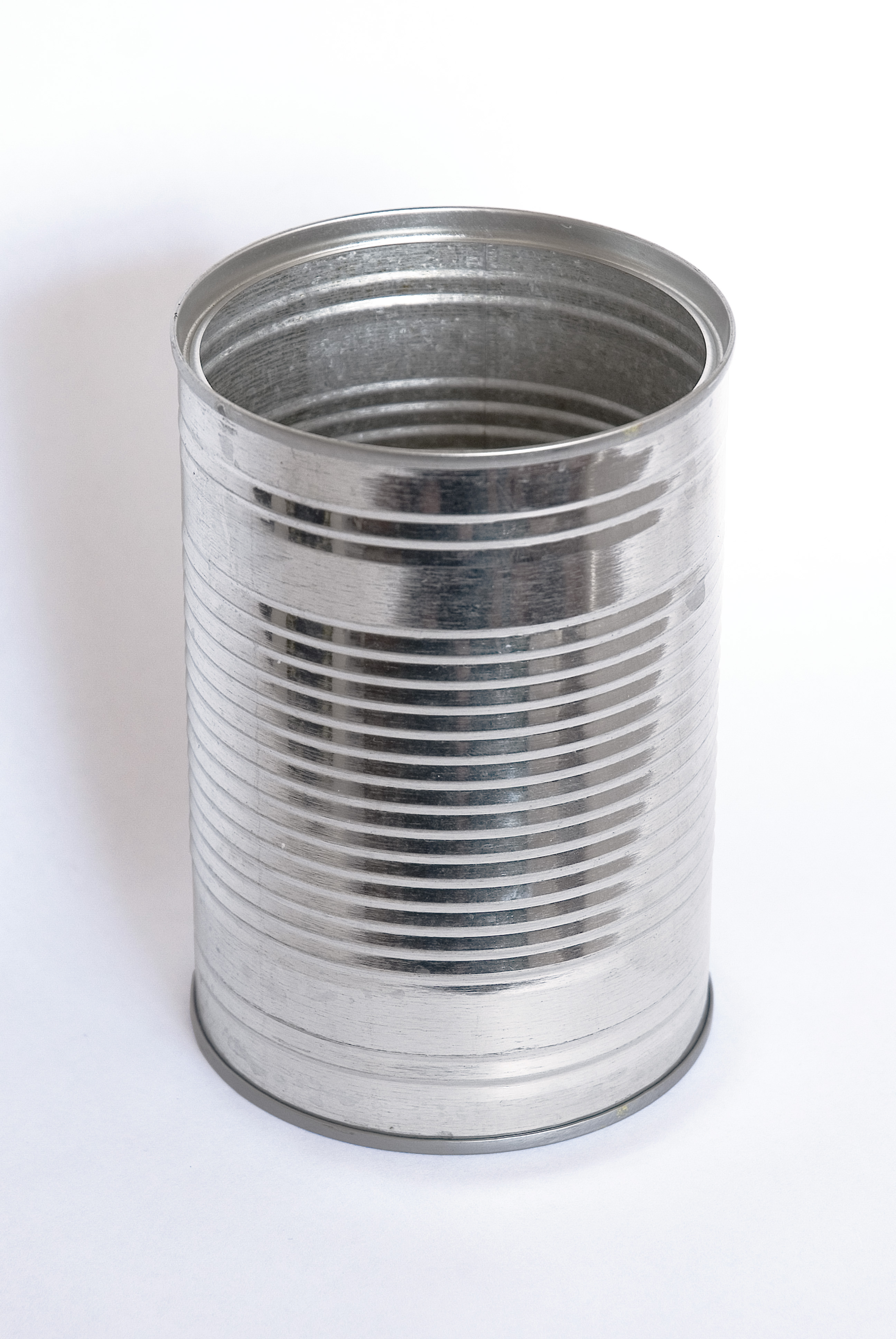
Prázdná plechovka

Plechovka lidově nazývaná též piksla, je nádoba vyrobená z plechu. 
Plechovka slouží v potravinářství jako obal na konzervované potraviny. Na potraviny a nápoje se používá obvykle pocínovaný ocelový plech nebo nověji plech z hliníkových slitin.

## Historie
Proces ukládání potravin do plechovek vynalezl údajně francouzský inženýr a vynálezce Philippe de Girard. Svůj nápad předal britskému obchodníkovi Peteru Durandovi, aby ho nechal patentovat. Stalo se tak v roce 1810. Proces byl založen na pokusném konzervování do skleněných obalů, jež předchozího roku provedl francouzský vynálezce Nicolas Appert. V roce 1812 prodal Durand svůj patent dvěma Angličanům, Bryanu Donkinovi a Johnu Hallovi, kteří jeho postup i plechovku vylepšili a založili na Southwark Park Road v Londýně první továrnu na konzervování potravin na světě. V roce 1813 již dodávali první zboží v plechovkách Britskému královskému námořnictvu.
Původně se plechovky uzavíraly letováním slitinou cínu a olova, což mohlo způsobovat otravu olovem. Neblaze proslulá je v tomto smyslu ztracená expedice sira Johna Franklina. Její členové trpěli těžkou otravou olovem, údajně z konzervovaných potravin. Mnohem pravděpodobnější je však podle posledního bádání domněnka, že otravu způsobily olověné vodovodní trubky instalované na obou lodích.
V roce 1901 byla ve Spojených státech založena American Can Company, která posléze vyráběla 90 % amerických plechovek.
Počátkem 21. století obsahovali potraviny v konzervách nejvíce bisfenolu A.

## Plechovkové zásobníky
- nápojový (z hliníku)
- nápojové (čajové a kávové plechovky)Kávové plechovkyna nátěrové hmoty
- na paliva (kanystr)
- na tenisové míče
- na tabák

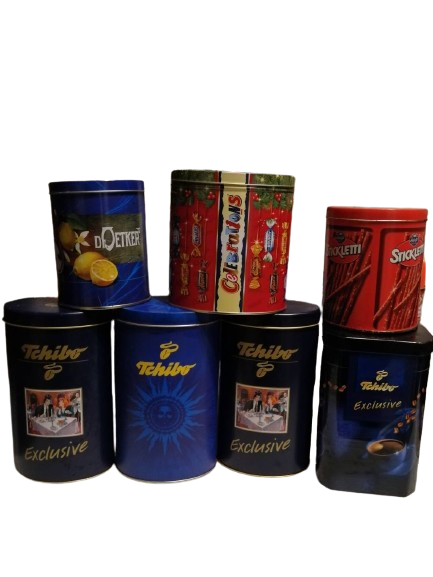
Kávové plechovky

- na krémy a kluzné materiály (pomády, vazelíny)
- na pochutiny
- atd.

### Nápojový
Plechovky jsou vyráběny mechanickým procesem, a protože jsou vyrobeny z hliníku, jsou velmi vhodné k recyklaci. Nápojové plechovky jsou opatřeny jednoduchým způsobem otevírání (jedná se o jakési očko, do kterého lze vložit prst a tahem plechovku otevřít). Nejčastější objemy plechovek na českém trhu jsou: 0,25 l, 0,33 l a 0,5 l.
Uvnitř plechovek je plastová vrstva, která často obsahuje bisfenol A.

## Třídění
Nápojové plechovky patří do šedých kontejnerů s nálepkou Kovové obaly.
V některých městech, obcích, kde je zaveden multikomoditní sběr odpadu, patří do kontejneru na plast.
Na nátěrové hmoty patří do sběrného dvora.
Proto je potřeba sledovat polepy na kontejnerech.

## Recyklace
Nápojové plechovky jsou recyklovatelné donekonečna bez ztráty kvality.
Po vytřídění je svozová společnost odváží na dotřiďovací linku. Tam se oddělí od nečistot a ostatních komodit.
Poté jsou lisovány do balíků. Tímto se z nich již stává druhotná surovina připravená k recyklaci pro odběratele.
Míří do pece, kde se při teplotě 660° taví. Dalším zpracováním vzniká ingot (mezičlánek při výrobě recyklovaných produktů z hliníku), který je lisován do hliníkových plátů. Poté se na plechovky natiskne logo. Z vnitřní strany se nanese tenká vrstva laku na vodní bázi, která zajišťuje aby nápoj nepřišel do kontaktu se surovým hliníkem.
Formování nové plechovky probíhá zastudena.
Plechovky obsahují až 75% recyklátu.
Díky recyklaci 1 kg hliníku lze ušetřit 5 kg bauxitu, 4 kg chemických látek a 14 kWh elektřiny, 75% úspory energie.
Při výrobě nových plechovek vznikne 3x více odpadu než samotného hliníku.